# Robert Sloss
Robert Thompson Sloss (* 1872 in Indianapolis; † 25. Januar 1920) war ein US-amerikanischer Journalist und Autor. Er graduierte 1893 an der Princeton University, wo er mit dem späteren Schriftsteller Booth Tarkington studierte. Danach zog er nach Greenwich Village, wo er eine Partnerschaft mit seinem ehemaligen Kommilitonen aus Princeton, John J. Corell, einging. Gemeinsam gründeten sie Corell Press und die monatliche Literaturzeitschrift John-a-Dream, in der Sloss auch eigene Zeichnungen und Gedichte veröffentlichte.
Sloss war als Auslandskorrespondent für die Chicago Daily News während des Ersten Weltkrieges in London tätig und hatte Beziehungen zu einigen bekannten Persönlichkeiten seiner Zeit, darunter Edmund Gosse und Theodore Roosevelt. Seine Korrespondenz und Artikel sind in verschiedenen Archiven erhalten, darunter die Philadelphia Area Archives und die Princeton University Library.
Robert Sloss hat in den 1910er Jahren mehrere Werke verfasst, die sich hauptsächlich mit Automobilen und deren Pflege beschäftigen: The Book of the Automobile: A Practical Volume Devoted to the History, Construction, Use and Care of Motor Cars and to the Subject of Motoring in America, ein umfassendes Werk über die Geschichte, Konstruktion, Nutzung und Pflege von Automobilen sowie das Thema des Automobilsports in Amerika, sowie The Automobile: Its Selection, Care and Use (1910), ein Handbuch zur Auswahl, Pflege und Nutzung von Automobilen. Diese Bücher waren für ihre Zeit sehr einflussreich und bieten wertvolle Einblicke in die Welt der Automobiltechnik und -pflege dieser Epoche.
Für die 1910 von Arthur Brehmer herausgegebene utopische Anthologie Die Welt in 100 Jahren verfasste Sloss das Essay Das drahtlose Jahrhundert, in dem er unter anderem Onlineshopping und das Mobiltelefon voraussagte:

„Die Bürger der drahtlosen Zeit werden überall mit ihrem ‚Empfänger‘ herumgehen, einerlei, wo er auch sein wird, er wird bloß den ‚Stimm-Zeiger‘ auf die betreffende Nummer einzustellen brauchen, die er zu sprechen wünscht, und der Gerufene wird sofort seinen Hörer vibrieren oder das Signal geben können, wobei es in seinem Belieben stehen wird, ob er hören oder die Verbindung abbrechen will.“